# 失落戀花園
失落戀花園是台灣一個心理學教育平台，由楊涵柔及Erica創立，心理學作家海苔熊為共同創辦人，於2016年成立，公司名稱為英邦德科技股份有限公司。草創初期平台名稱原為失戀花園，「以心理知識為土壤，在滋養陪伴裡開花。」為宗旨，網站構想起源於創辦人發現，心碎的人無處可逃，在人們失落之時，面對周遭身邊的人們不知如何面對。因此，失落戀花園結合帶大量網站資料分析，用一般人聽得懂的語言，陪伴遇到心理難題的人們。
初期提供文章專欄、園丁服務及失戀檢測等服務。後來創立失落花園。海苔熊先後擔任知識總監及公關總監。
2018年，隨著知名心理師周慕姿等人的加入，以及天使輪資金挹注，漸受關注。並與狼谷競技合作，開設同名談話性節目，由納豆、徐豫（御姊愛）共同主持，透過影視的力量傳遞心理學知識。於2019年重新改版上線，合併名稱為「失落戀花園」。並籌辦大型心理祭活動。
2020年，失落戀花園由蛹之生心理健康集團全資併購。

## 里程碑
- 2016年4月 創立失戀花園品牌
- 2017年4月 創立失落花園品牌
- 2018年7月 《心理祭》400位大眾參與
- 2019年4月 《失落戀花園》心理平台上線
- 2019年8月 《心理祭》1200位大眾參與
- 2020年10月 納入「蛹之生心理健康集團」旗下，更具系統性整合心理學資源
- 2021年5月 《防疫心理學》上線

## 出版品
| 書名                                                     | 作者   | ISBN               | 年份 |
| -------------------------------------------------------- | ------ | ------------------ | ---- |
| 《婚姻手冊I：結婚之前，你可以問自己的三件事》            | 周慕姿 | ISBN 9789869736701 | 2018 |
| 《婚姻完全手冊II：新婚後，五個迷思與四個原則》           | 周慕姿 | ISBN 9789869736732 | 2018 |
| 《婚姻完全手冊III：婚姻中，面臨的威脅與關係修復》        | 周慕姿 | ISBN 9789578430235 | 2018 |
| 《放不下，那就提著吧！》                                 | 陳俊欽 | ISBN 9789869736749 | 2018 |
| 《三角關係完全手冊》                                     | 陳靜怡 | ISBN 9789578430242 | 2018 |
| 《曖昧：我們之間,是愛嗎？》                              | 邱淳孝 | ISBN 9789869736756 | 2018 |
| 《要挽回、復合、還是向前走？》                           | 顧浩然 | ISBN 9789869736763 | 2018 |
| 《如何安慰失戀者？》                                     | 林俊成 | ISBN 9789869736718 | 2018 |
| 《後分手關係：我們,還能當朋友嗎？》                      | 蕭喬尹 | ISBN 9789869736787 | 2018 |
| 《我們的愛怎麼了？分手前的關係挽救》                     | 莊博安 | ISBN 9789869736725 | 2018 |
| 《拋開完美主義的枷鎖，做完美的自己》                     | 吳宜蓁 | ISBN 9789869736794 | 2018 |
| 《依附理論完全手冊：他真的愛我嗎？》                     | 吳宜蓁 | ISBN 9789869736770 | 2018 |
| 《該走還是該留？你缺的不是競爭力，而是面對自己的勇氣！》 | 王浩威 | ISBN 9789578430228 | 2018 |

## 電視節目
| 分集 | 主題                                   | 來賓                       | 首播日期   |
| ---- | -------------------------------------- | -------------------------- | ---------- |
| 1    | 線上公婆有可能修成正果？               | 張立東、小熊               | 2018/11/03 |
| 2    | 母胎單身我真的很想談戀愛               | 黃豪平、邱志恒             | 2018/11/17 |
| 3    | 討拍按讚滑世代？一個讚有這麼重要嗎？   | 謝忻、波波尼、酷炫         | 2018/11/24 |
| 4    | 都成年了爸媽怎麼還不放手？             | 陸元琪、瑪麗、阿樂、波波尼 | 2018/12/01 |
| 5    | 到底該怎麼談分手？                     | ZOE、瑪莉亞                | 2018/12/08 |
| 6    | 憂鬱症                                 | 張克帆、陳艾琳、劉玳妍     | 2018/12/15 |
| 7    | 看不見的拳頭更痛--網路霸凌             | 呱吉、黃喬歆、愷愷         | 2018/12/22 |
| 8    | 承諾恐懼症--我們現在到底算什麼？       | 楊昇達、梁凱莉、ZOE        | 2018/12/29 |
| 9    | SOS～失戀怎麼辦？│劈腿與三角關係       | 安格斯、熊熊、劉璇、魯魯   | 2019/01/05 |
| 10   | 情緒勒索                               | 金妮、賴晏駒、波波尼       | 2019/01/12 |
| 11   | 恐怖情人為何找上我？                   | 劉雨柔、田舞陽             | 2019/01/19 |
| 12   | 愛上不該愛的人                         | 玉兔、班傑、Ruby           | 2019/01/26 |
| 13   | 拖延症：為何總是拖到最後一刻逼死自己？ | 歐馬克、張文綺、Kittie     | 2019/02/02 |